# Hanna Orsztynowicz
Hanna Orsztynowicz, znana również jako Hanna Orsztynowicz-Czyż (ur. 4 maja 1950 w Lesznie) – polska aktorka teatralna i filmowa, piosenkarka.

## Życiorys
W 1972 ukończyła studia na Wydziale Aktorskim PWSFTviT w Łodzi.
Była żoną Jacka Czyża, a ich synem jest Aleksander Czyż.

## Kariera aktorska
- Teatr im. Wojciecha Bogusławskiego w Kaliszu (1972–1973)
- Teatr Komedia w Warszawie (1973–1982)
- Teatr Narodowy w Warszawie (1983–1986)
- Teatr Komedia w Warszawie (1987–1991)

## Filmografia
- 1970: Książę sezonu – dziewczyna z uzdrowiska
- 1974: Czterdziestolatek – pielęgniarka Krysia (odc. 1, 3 i 4)
- 1976: 07 zgłoś się – Mika, kasjerka PKO (odc. 4)
- 1976–1977: Polskie drogi – Zosia Szczubełkowa, żona Mundka
- 1977: Palace Hotel – bohaterka filmu Lenki śpiewająca piosenkę
- 1979: Tajemnica Enigmy – piosenkarka w lokalu (odc. 1)
- 1980: Krab i Joanna – Iza
- 1981: Jan Serce – charakteryzatorka Mariola (odc. 6)
- 1981: Najdłuższa wojna nowoczesnej Europy – Hilda Blum, siostra Artura (odc. 4)
- 1981: Wielka majówka – kelnerka w barze dworcowym
- 1982: Sen o Wiktorii
- 1988: Dziewczynka z hotelu Excelsior – starościna turnusu
- 1996: Dom – sekretarka Karola Langa (odc. 14 i 15)
- 2001–2002: Lokatorzy – Gena, siostra Bogackiej
- 2003: Sąsiedzi – Gena, siostra Bogackiej (odc. 1, 15)
- 2004: Tulipany – pielęgniarka
- 2005: Na dobre i na złe – Wanda, matka Doroty (odc. 206)
- 2007: Dwie strony medalu – "Maturzystka" (odc. 111)
- 2007: Egzamin z życia – pracownica w biurze Pawika (odc. 84, 84 i 88)